# 라우프 오르바이

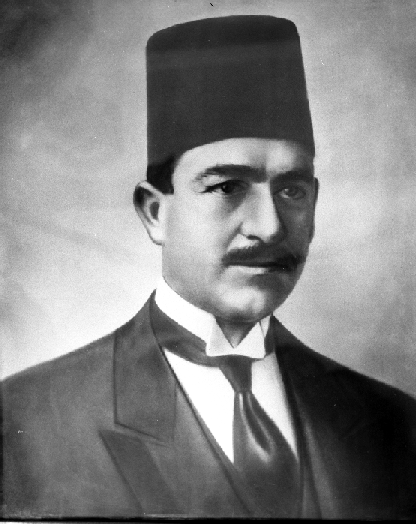
라우프

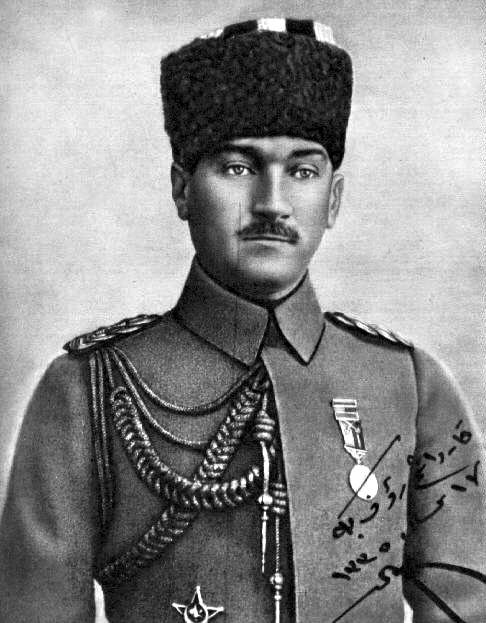
무스타파 케말

휘세인 라우프 오르바이(Hüseyin Rauf Orbay, 1881년, 콘스탄티노플 ~ 1964년 7월 16일)는 터키의 해군 장교이자 정치인으로, 터키 독립 전쟁 중인 1922년부터 1923년까지 터키의 총리를 지냈다.
압하스인에 뿌리를 둔 아버지와 크레타섬 출신의 어머니 사이에서 태어났다. 오스만 제국 해군의 장교로서, 제1차 발칸 전쟁 당시에 하미디예 순양함의 선장으로서의 활약으로 명성을 떨쳤다. 1918년 10월 31일, 그는 해군 장관으로서 연합군과의 무드로스 정전 협정(튀르키예어: Mondros Ateşkes Anlaşması) 에 서명하였고, 오스만 제국은 제1차 세계 대전에서 패전국이 되었다. 터키 독립 전쟁이 시작되었을 때, 그는 자신의 지위에서 물러나, 앙카라에서 무스타파 케말과 협력하였고, 1919년 7월 23일에 에르주룸 회의 (Erzurum Congress)의 대표위원회의 구성원, 1919년 9월 4일에 시바스 회의 (Congress of Sivas)의 부의장으로 선출되었다.
1922년 8월 11일, 터키 독립 전쟁이 끝났을 때, 터키의 새 공화국의 첫 총리로 취임하였고, 1924년에 터키 진보 공화당 (튀르키예어: Terakkiperver Cumhuriyet Fırkasi) 설립에 참여했지만, 1925년에 동당이 정부로부터 해산 명령을 받자, 그는 정부의 탄압을 피해 유럽에 10년간 망명하였다. 그 후 그는, 10년 만에 귀국하여 터키 대국민의회의 의원으로 정계에 복귀하였고, 제2차 세계 대전 중에는 1942년부터 주영 대사를 맡았으나, 1944년에 사임하였다. 1964년, 이스탄불에서 세상을 떠났다.